# Puszcza Notecka
Puszcza Notecka – Leśny Kompleks Promocyjny Puszcza Notecka został utworzony zarządzeniem Dyrektora Generalnego Lasów Państwowych 14 X 2004 r. Obejmuje swoim zasięgiem nadleśnictwa: Potrzebowice, Wronki, Krucz (RDLP Piła), Sieraków, Oborniki (RDLP Poznań), Karwin, Międzychód i Skwierzyna (RDLP Szczecin). Stanowi wielki kompleks leśny w Kotlinie Gorzowskiej zajmujący około 1372 km² i porastający wydmowy obszar międzyrzecza warciańsko-noteckiego. Ciągnie się na długości ponad 100 km od Santoka i Skwierzyny na zachodzie po Oborniki i Rogoźno na wschodzie przy średniej szerokości 20 km.

## Charakterystyka
Krajobraz puszczy urozmaicają potężne wały wydm, które tworzą labirynt dolin i pagórków.
Wysokość wydm wynosi średnio ok. 20 m, często jednak przekracza 30 m, a największą osiąga na Wielkiej Sowie – 42 m wysokości względnej i 93 m n.p.m.
Centrum Puszczy to tereny ubogie w wodę, natomiast na pograniczu, nad Wartą i Notecią, zgrupowały się jeziora rynnowe stanowiące urozmaicenie, tzw. akcent w „morzu piasków”.
Drzewostan w puszczy pochodzi w zdecydowanej większości ze sztucznych nasadzeń zapoczątkowanych na dużą skalę w II poł. XIX w. Podstawową część stanowią jednolite co do gatunku i wieku ok. 70-letnie drzewostany sosnowe, miejscami z nikłą domieszką brzozy pokrywając ubogie obszary sandrów i wydm, zasadzone po inwazji motyla strzygoni choinówki, która zniszczyła puszczę w latach 1922–1924. Ocalałe resztki starszego lasu, ok. 120–130 letniego, znajdują się m.in. w rezerwacie Cegliniec. Za najstarsze drzewo puszczy uchodzi dąb Józef rosnący w Marianowie (w pobliżu Sierakowa).
10 sierpnia 1992 roku w Puszczy Noteckiej wybuchł ogromny pożar w którym spłonęło 57,7 km² (5770 ha) lasu.

## Ochrona przyrody
Na terenie puszczy znajduje się 16 rezerwatów m.in.:
| Nadleśnictwo | nazwa rezerwatu             | pow. w ha | rok utworzenia |
| ------------ | --------------------------- | --------- | -------------- |
| Sieraków     | Buki nad Jeziorem Lutomskim | 55,17     | 1958           |
| Sieraków     | Cegliniec                   | 4,31      | 1960           |
| Sieraków     | Mszar nad Jeziorem Mnich    | 6,04      | 1967           |
| Sieraków     | Czaple Wyspy                | 7,14      | 1957           |
| Sieraków     | Bukowy Ostrów               | 77,92     | 2006           |
| Oborniki     | Dołęga                      | 1,17      | 1958           |
| Oborniki     | Świetlista Dąbrowa          | 79,53     | 1998           |
| Oborniki     | Promenada                   | 4,40      | 1987           |
| Oborniki     | Słonawy                     | 2,92      | 1957           |
| Oborniki     | Wełna                       | 9,55      | 1959           |
| Karwin       | Czaplenice                  | 7,59      | 1959           |
| Karwin       | Czaplisko                   | 2,85      | 1959           |
| Karwin       | Lubiatowskie Uroczyska      | 188,42    | 2000           |
| Karwin       | Łabędziniec                 | 2,90      | 1959           |
| Karwin       | Goszczanowskie Źródliska    | 22,61     | 2009           |
| Międzychód   | Bagno Leszczyny             | 4,04      | 2009           |
| Międzychód   | Kolno Międzychodzkie        | 14,77     | 1959           |
| Krucz        | Wilcze Błoto                | 3,27      | 1968           |
| Krucz        | Bagno Chlebowo              | 4,63      | 1959           |